# Gasthaus Horch

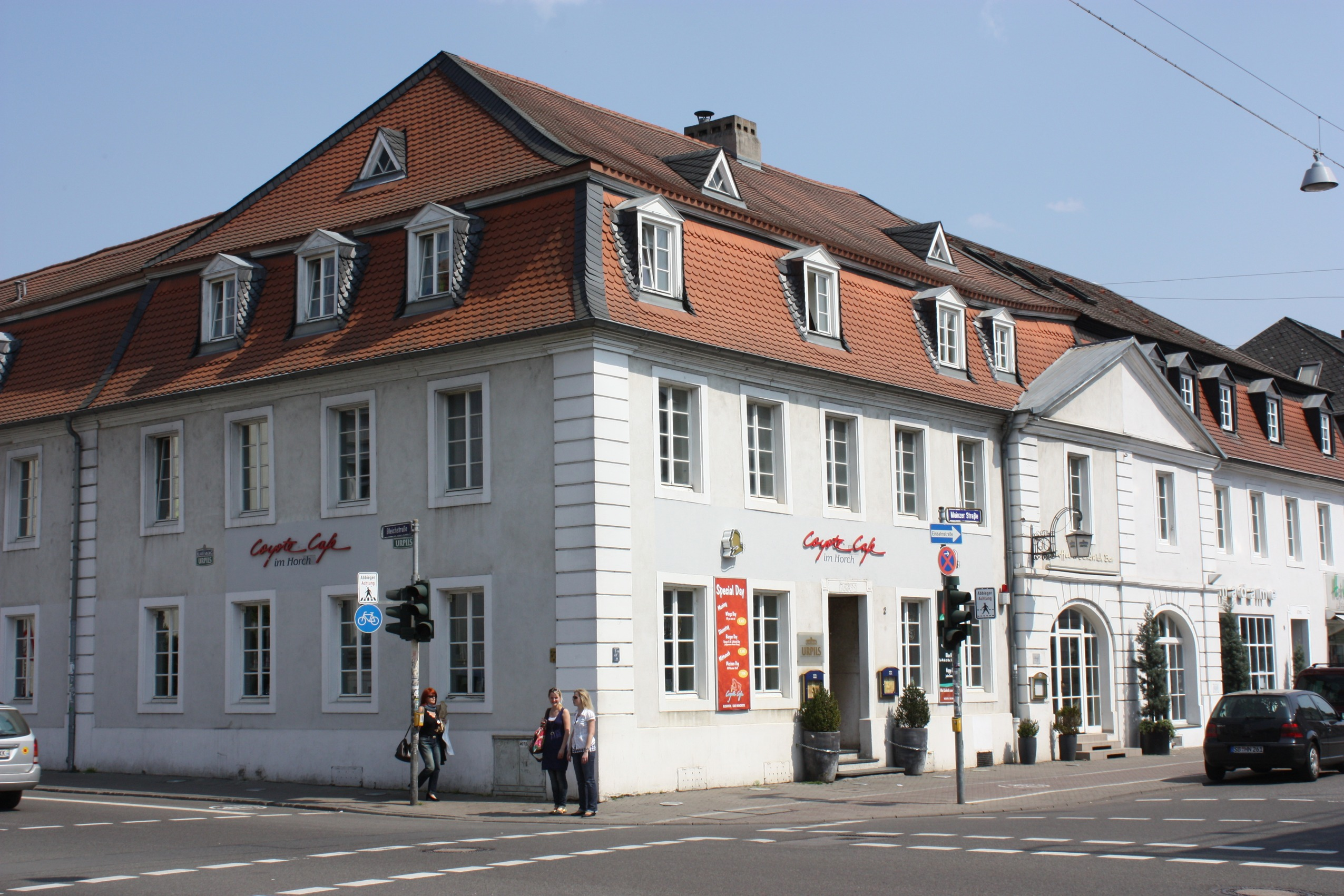
Das Gasthaus Horch

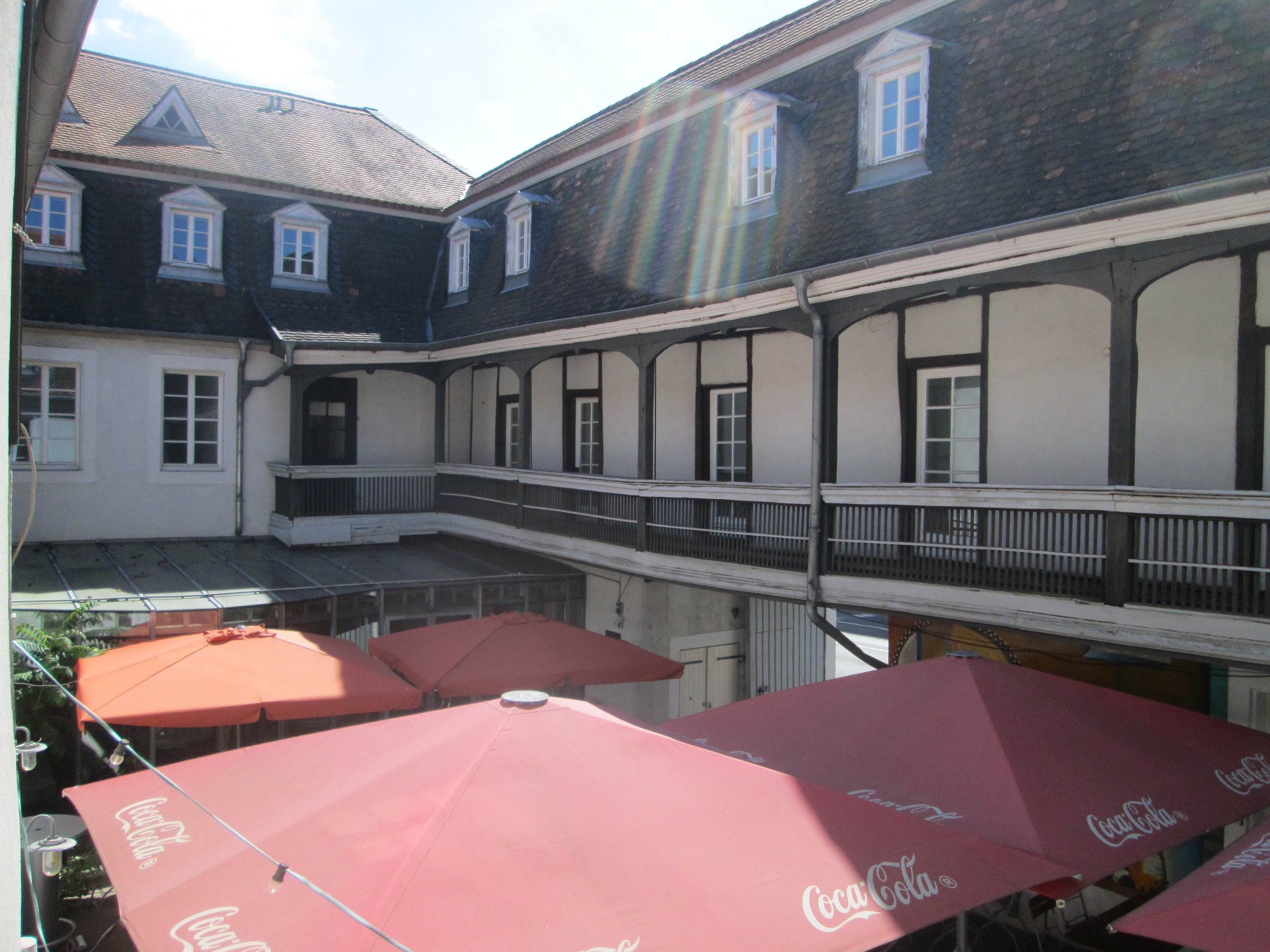
Innenhof

Das Gasthaus Horch ist ein historisches Gaststättengebäude mit Hofanlage in der Mainzer Straße in Saarbrücken-St. Johann. Das Doppelhaus gehört zu Saarbrückens ältesten Gaststätten und steht unter Denkmalschutz.

## Geschichte
Das Eckgebäude in der Mainzer Straße 2 entstand 1792 für den Bierbrauer Friedrich Eichacker im Zuge der zweiten, planmäßigen Stadterweiterung außerhalb des Stadtmauerrings vor dem Obertor. Architekt war Balthasar Wilhelm Stengel. Erhalten ist das Doppelhaus mit übergiebeltem Mittelrisalit und Mansarddach sowie ein Innenhof mit Tordurchfahrt, Scheunengebäude und einer umlaufenden Holzgalerie im ersten Stock. Auf der Straßenseite gegenüber findet sich ein ähnlich arrangiertes Doppelhaus, welches mittlerweile auch Gastronomie beherbergt.
Das Haus war bis 1995 als Gasthaus Horch im Betrieb, danach zog nach einem Umbau das Coyote Café ein (seit August 2016 Iguana).